# Mezzo secondo
Mezzo secondo è un singolo del cantante italiano Gazzelle, pubblicato il 24 maggio 2024 come secondo estratto dal quinto album in studio Indi dall'etichetta Maciste Dischi.

## Video musicale
Il video, diretto da Bendo, è stato pubblicato in concomitanza del lancio del singolo sul canale YouTube della Maciste Dischi.

## Tracce
Testi di Flavio Bruno Pardini, musiche di Flavio Bruno Pardini, Federico Nardelli.
1. Mezzo secondo – 3:26

## Classifiche
| Classifica (2024) | Posizione massima |
| ----------------- | ----------------- |
| Italia            | 24                |